# Miofibrilla

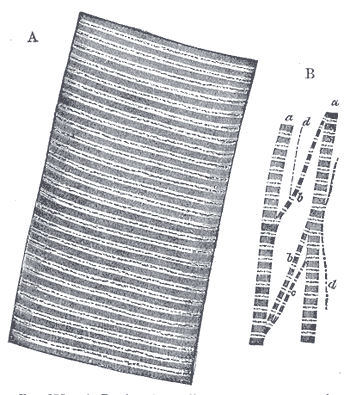
A. Porción de una fibra muscular humana de tamaño mediano ampliada casi 800 veces. B. Paquetes separados de fibrillas, igualmente ampliados.

Una miofibrilla es una estructura contráctil que se encuentra dentro del citoplasma  de los miocitos del tejido muscular y les da la propiedad de contracción y de elasticidad, la cual permite realizar los movimientos característicos del músculo.
Cada fibra muscular contiene en su sarcoplasma varios cientos o miles de miofibrillas. Cada miofibrilla está formada por sarcómeros que contienen miofilamentos en la proporción de unos 1500 filamentos de miosina y 4000 filamentos de actina. Estas dos son polímeros de moléculas de proteínas a las cuales les corresponde el papel de la contracción. Las miofibrillas están suspendidas dentro de la célula muscular en una matriz de citoplasma.

## Concepto

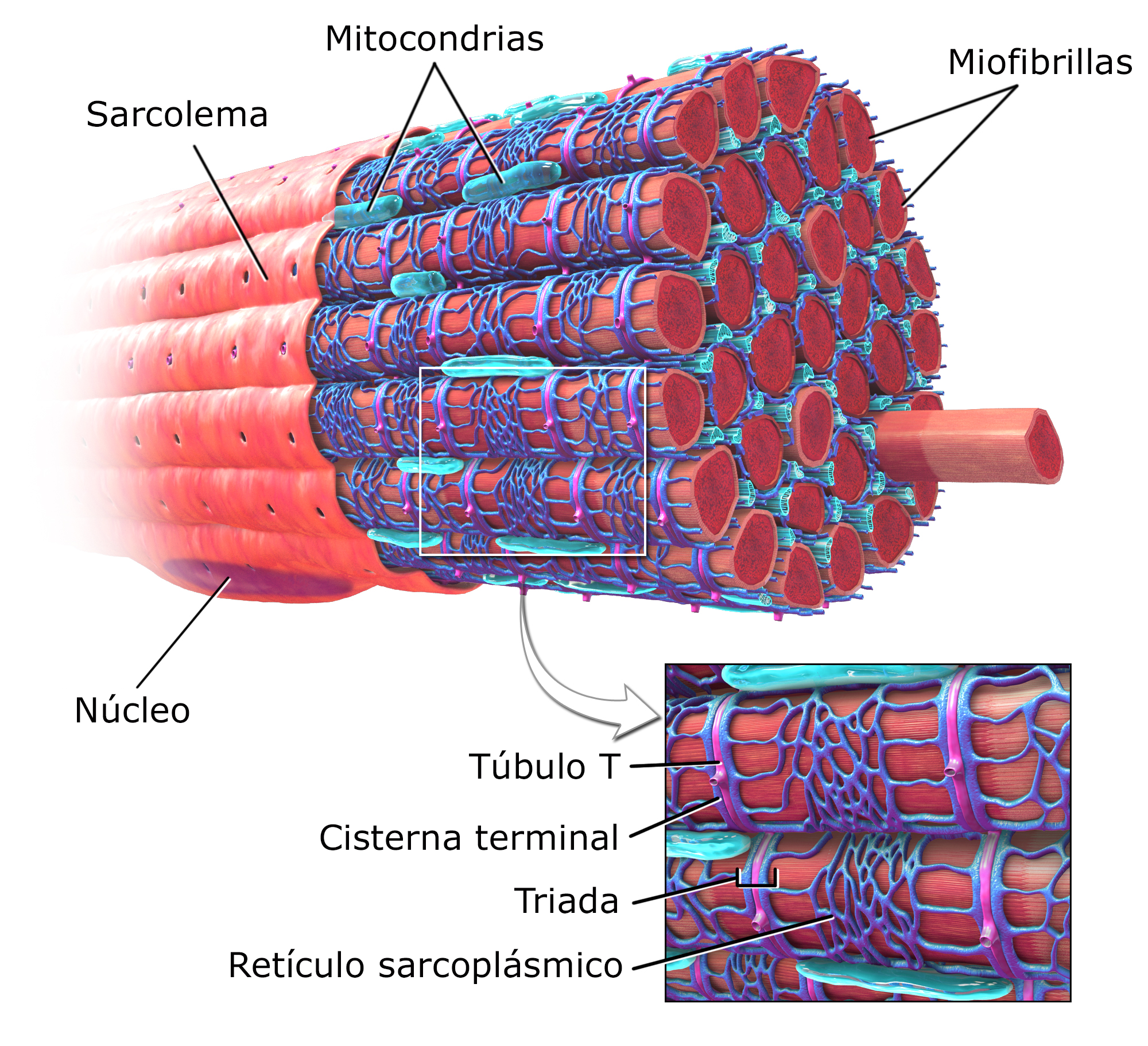
Un Miocito con sus numerosas miofibrillas en el interior del citoplasma.

Las miofibrillas son un constituyente citoplasmático de las células musculares (miocitos). Son filamentos delgados que se encuentran en el citoplasma de las fibras musculares e inclusive se pueden encontrar alrededor de 2000 miofibrillas (del prefijo mio que significa "músculo"). Son pequeñas unidades estructurales y funcionales de la fibra muscular. Estas últimas no presentan envolturas y los espacios entre ellas están ocupados por el citoplasma de la fibra muscular, llamado sarcoplasma, que contiene núcleos y mitocondrias, y a través del cual transcurre una red tubulo-membranosa que desempeña un rol importante en el proceso de excitación-contracción, denominado sistema sarcotubular. Este sistema está formado por un sistema T y un retículo sarcoplasmático. El sistema T de túbulos transversos, que es continuo con el sarcolema de la fibra muscular, forma una rejilla perforada sobre la superficie de las fibras musculares individuales. La función del sistema T es la transmisión rápida del potencial de acción desde la membrana celular a todas las miofibrillas contenidas en la fibra muscular. La contracción de una fibra muscular requiere de la contracción simultánea de todas sus miofibrillas.

## Localización
Se extienden de un extremo a otro de la fibra muscular, donde se encuentran agrupadas.

## Tamaño
Cada miofibrilla tiene una longitud de 1 a 2 micras y presenta una alternancia de franjas oscuras (franjas A) y de franjas claras (franjas I).

## Aspecto
Las miofibrillas tienen aspecto diferente en el músculo liso y estriado.
- Fibra muscular lisa: las miofibrillas son las que se contraen, y esta contracción suele ser muy lenta.
- Fibra muscular estriada: el protoplasma de dicha fibra ha sufrido una gran transformación y se ha dividido en numerosas fibrillas longitudinales (aproximadamente 10 000 en las fibras humanas). La unión de estas fibrillas comunica a la fibra una estriación longitudinal semejante a la que ofrece un haz de alambres.

Cada fibra es una célula polinucleada (partiendo de un núcleo se dividen en muchos que pueden encontrarse hasta en la zona periférica); las fibrillas o miofibrillas constituyen "diferenciaciones citoplasmáticas".
Examinada con un microscopio de gran aumento, cada fibrilla aparece formada por una serie de discos apilados que son alternativamente claros y oscuros; los discos oscuros son contráctiles y los discos claros son elásticos. Como en una vista longitudinal de la fibra todos los discos claros se corresponden y también los discos oscuros. El conjunto de la fibra ofrece una estriación transversal.

## Estructura

Diagrama de la estructura de una miofibrilla.

Cada miofibrilla consta de múltiples miofilamentos que son unas hebras delgadas o gruesas compuestas químicamente de dos proteínas especiales: actina y miosina. Los miofilamentos de una miofibrilla no abarcan toda la extensión de la fibra muscular sino que se dividen en compartimentos llamados sarcómeros.
La agrupación de miofilamentos delgados o de actina forman las bandas transversales claras de una miofibrilla y la agrupación de las segundas o de miosina, las bandas oscuras. Las primeras se conocen también como bandas I y las segundas como bandas A. Estas bandas se alternan. Las bandas I y A en conjunto se denominan sarcómero. Además de la actina, los miofilamentos delgados tienen otras dos moléculas de proteína que son tropomiosina y troponina, que intervienen en la regulación de las contracciones musculares.

Modelo del deslizamiento filamentoso en el proceso de contracción muscular.

Una sarcómera está separada de las otras por zonas angostas de material denso que son las líneas Z. Los filamentos delgados se fijan en las líneas Z y se proyectan en ambas direcciones.
Además de actina, los miofilamentos delgados contienen otros dos tipos de proteína así como sitios receptores de miosina. Cada filamento de miosina posee unas pequeñas proyecciones denominadas puentes, las cuales al interaccionar con los filamentos de actina, producen la contracción. Los miofilamentos gruesos se interdigitan con los extremos libres de los miofilamentos delgados y ocupan la banda A de la sarcómera. En la mitad de esta banda se aprecia la zona H. Las moléculas de miosina que las integran, tienen zonas por las cuales pueden unirse a las moléculas de actina y otras, al ATP.

## Contenido de las miofibrillas
Las miofibrillas están rodeadas de un fluido intracelular llamado sarcoplasma, que contiene ATP, PC, enzimas, proteínas, mioglobina, lípidos, minerales, etc. Dentro de las miofibrillas hay gránulos de glucógeno, mioglobina, lípidos, sustancias ricas en energía (fosfocreatina) y proteínas contráctiles que forman parte de las manchas claras y oscuras. A continuación se indican los principales componentes de las miofibrillas:
- Bandas I: está compuesta de 3 proteínas: actina, troponina y tropomiosina. Tienen una línea más oscura o Z (proteína contráctil). El espacio entre dos líneas Z se denomina sarcómero y constituye la unidad funcional del tejido muscular.
  - Discos Z: Sector donde se encuentran unidas las actinas adyacentes y se mantiene la continuidad con el sarcómero subsiguiente. En ellas se encuentra la proteína CapZ.
- Banda A: está compuesta de miosina y actina.
  - Banda H: Zona donde sólo hay miosina visible.
    - Línea M: Union de las miosinas adyacentes.
- Proteínas contráctiles:
  - Miosina: filamento grueso de la banda A. Proteína con dos cadenas polipeptídicas. Con diámetro de 15 nanómetros y longitud de 1,6 micrómetros.
  - Actina, tropomiosina y troponina: son proteínas de contracción rápida y constituyen el filamento delgado.

## Funciones
1. La capacidad contráctil de la célula o "fibra" muscular es un caso particular de la capacidad contráctil de elementos fibrilares y globulares constitutivos del citoesqueleto de la célula.
2. En comparación con otros tejidos, el muscular es un caso de alta especialización y complejidad contráctil. No se trata sólo del movimiento aislado de células, sino de una acción sincronizada y secuencial de contracciones que involucran a todo el tejido.